# Oxford
Oxford este  un oraș și un district ne-metropolitan situat în Marea Britanie (Anglia), situat la confluența Tamisei cu râul Cherwell, la 84 km nord vest de Londra și destul de aproape de alte așezări britanice renumite, așa cum sunt Bath, Stratford-upon-Avon (orașul natal al lui Shakespeare), Cotswolds. Oxfordul este locul unde se îmbină romantismul orașului medieval cu vitalitatea centrului universitar internațional, aici fiind localizată Universitatea Oxford, aflată în fruntea clasamentelor universităților din întreaga lume.

## Istoric
Menționat documentar în anul 912, orașul s-a dezvoltat în jurul universității, dar data exactă a înființării nu se cunoaște. 
Se spune că orașul în care râurile Cherwell și Tamisa puteau fi trecute prin vad doar cu o căruță trasă de boi (ox = bivol, ford = vad) începuse să prospere din punct de vedere economic din secolul VIII. În anul 1096, exista deja o anumită formă  de învățământ.
După anul 1167, o serie de profesori eminenți au venit de la Universitatea din Paris. Prezența acestora la catedră  marchează începutul afirmării Universității Oxford pe plan mondial. Istoricii nu pot explica motivul pentru care prima universitate britanică s-a înființat la Oxford, dar este cunoscut faptul că locuitorii acestui oraș nu au fost încântați de venirea noilor profesori de la Paris (vezi și .
Tensiunea dintre cadrele universitare ale facultății și locuitorii orașului a culminat o dată cu acuzarea unuia dintre studenți de moartea unei femei.Presupusul vinovat a fugit din oraș, iar localnicii, căutând răzbunarea, i-au spânzurat colegii de cameră ai acestuia.
În același an, 1209, o parte din profesori au părăsit Oxfordul și au înființat o nouă universitate la Cambridge. Ceilalți, rămânând aici, au continuat lupta cu burghezia orașului, care acuza neîncetat universitatea pentru orice nenorocire. În scurt timp totuși, universitatea, cu sprijinul Papei Inocențiu III, domină orașul Oxford.

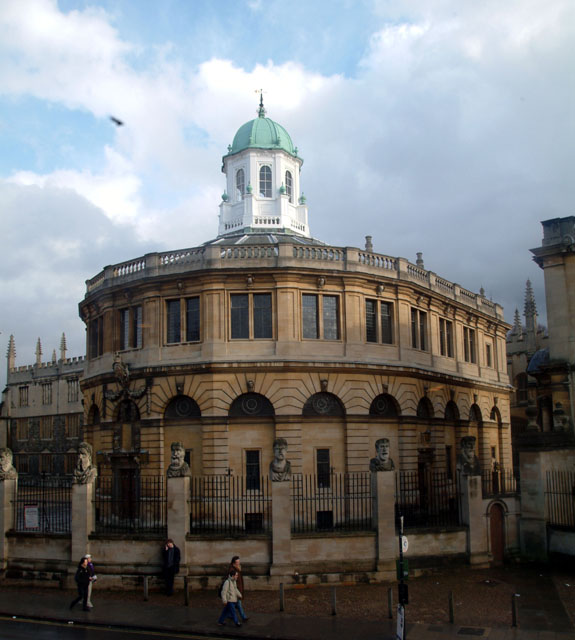
Sheldonian Theatre

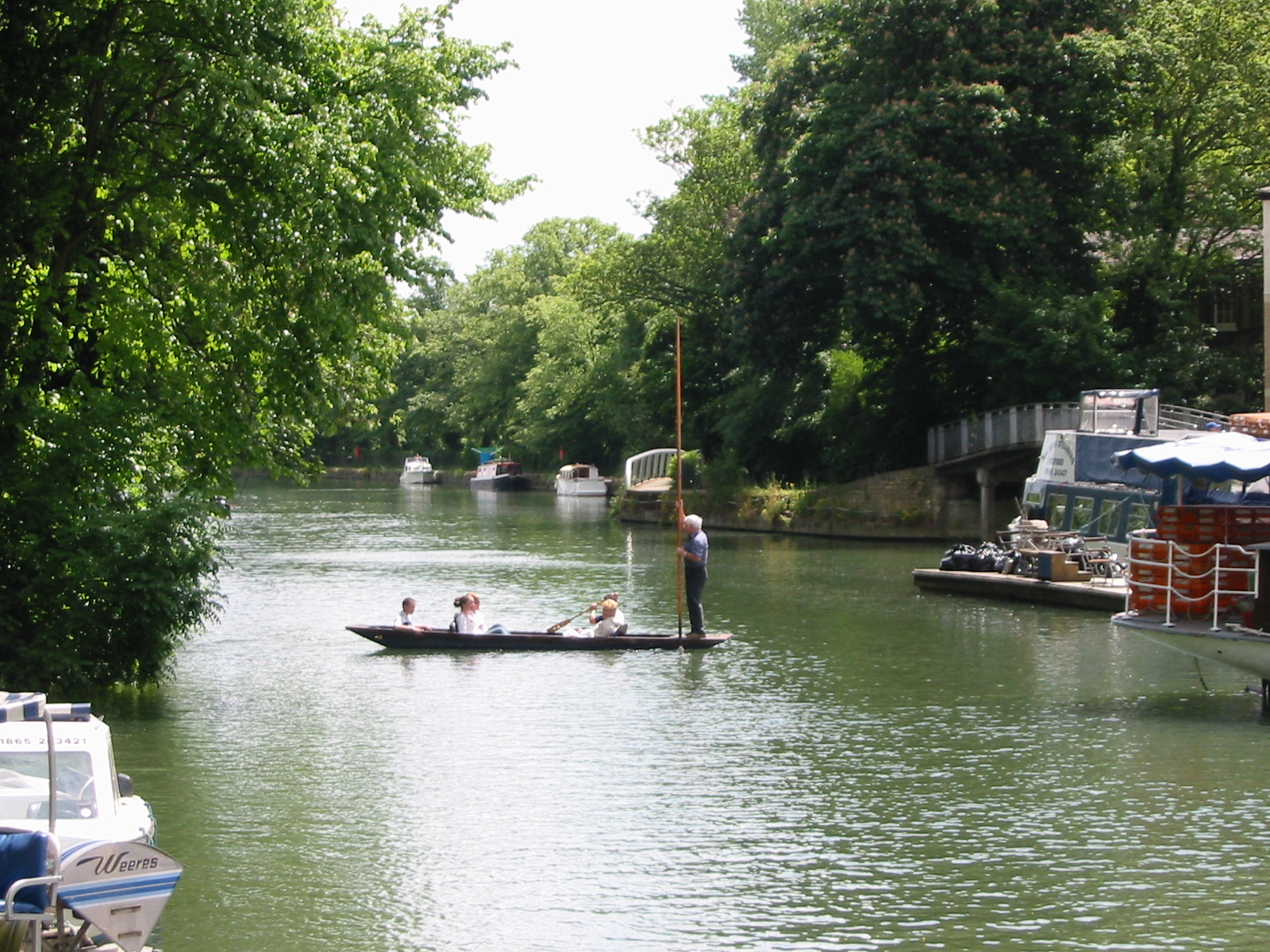
Tamisa Oxford

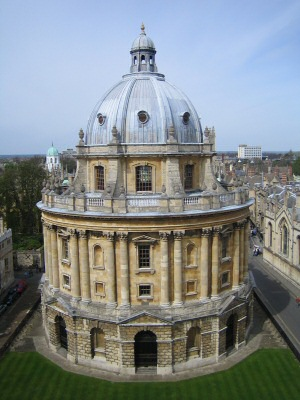
Radcliffe Camera

## Universitatea și colegiile
Cea mai veche instituție de învățământ superior din Regatul Unit și din lumea anglofonă, este reprezentată de federația a 39 de colegii independente, ce au conducerile, statutul și corpul profesoral separate.Colegiile sunt instituții independente financiar, în timp ce universitatea este finanțată din fondurile statului. Studenții tuturor colegiilor au dreptul de a utiliza laboratoarele, muzeele și bibliotecile, aparținând universității. La Oxford învață aproximativ 17 mii de studenți. Majoritatea clădirilor universitare sunt amplasate în centrul orașului, într-o zonă relativ restrânsă.

### Colegii universitare și anul fondării lor
- University College (249)
- Balliol (120)
- Merton (4577)
- New College (965)
- Magdalen (4500)

Pe lângă colegii și universitate mai funcționează șapte fundații religioase (Permanent Private Halls).

### Permanent Private Halls și anul fondării lor
- Blackfriars	(1221, refondată în 1921)
- Campion Hall	(1896)
- Greyfriars	(1910)
- Regent's Park College	(1752, mutată la Oxford în 1927)
- St Benett's Hall	(1897)
- St Stephen's House	(1876, PPH din 2003)
- Wycliffe Hall	(1877)

Majoritatea specializărilor de învățământ durează 3 ani. Studiile de filozofie durează 4 ani, iar cele de medicină 6 ani. Există o multitudine de titluri ce sunt conferite la finalizarea studiilor, acest lucru depinzând de specializarea urmată, precum și de tipul studiilor (universitare, masterale sau doctorale). Ca o mare diferență față de alte universități, la terminarea studiilor de doctorat se acordă titlul D.Phil (Doctor in Philosphy), și nu Ph.D.

## Industrie
- metalurgică
- construcții aeronautice
- automobile
- aparataj electotehnic
- fabrică de mobilă și hârtie
- tipografii

## Turism
Înainte de toate, Oxfordul este o colecție arhitecturală. Clădirile îmbină perfect stilurile arhitectonice ale secolului trecut.  
Majoritatea monumentelor aparțin colegiilor și, din păcate, numai câteva dintre ele sunt accesibile vizitatorilor.
Turiștii au mai multe posibilități de vizitare a Oxfordului: pot opta pentru o plimbare prin campusul universitar, pot închiria un ghid, pot face un tur cu autobuzul supraetajat sau pot închiria o mașină cu un șofer.
Orice vizită adevărată a centrului cultural Oxford , ar trebui să înceapă de la The Oxford Story - o expoziție neconvențională care prezintă istoria de 800 de ani a universității. Cei care vizitează expoziția se pot așeza în băncile în universitate în epoca medievală. Turiștii pot alege limba în care audiază comentariul care însoțește expunerea.
Atracții principale ale Oxfordului sunt:
- Clădirile colegiilor:
  - Merton College, cel mai vechi colegiu din Oxford, înființat în anul 1264;
  - All Souls College, colegiu amplasat într-o clădire impresionantă cu două turnuri și cu ceas solar, proiectat de Christopher Wrena;
  - Divinity School, clădire din secolul al XV-lea realizată în stil gotic.
- Muzeul Ashmolean (1683)
- Teatrul Sheldonian (1662-1669)
- Observatorul astronomic
- Grădina Botanică
- Monumentele:
  - Catedrala  St. Frideswide a colegiului  Christ Church(1170-1180, completată în 1225, cu un turn și cu construcții adiacente ridicate în anii 1525-1546)
  - Capela Colegiului Merton (1276)
  - Capela Colegiului Magdalen (1475-1481)
  - Capela Colegiului Lincoln (sec. 17)
  - Radcliffe Camera (1739-1749)

Panorama orașului se poate admira din Carfax Tower, Sheldonian Theatre, turnul bisericesc Saint Mary the Virgin sau Saint Michael.
Cea mai vestită bibliotecă a Oxfordului, The Bodleian Library datează de la începutul secolului XVII. Colecția de cărți numără peste 5 milioane de volume. The Bodleian Library, fiind una dintre puținile biblioteci consacrate pe plan britanic, are privilegiul obținerii unui exemplar din fiecare carte publicată pe teritoriul Marii Britanii. Regulile interioare sunt foarte stricte, nimeni nu are voie să părăsească incinta clădirii cu un volum de carte, totul se studiază în sălile de lectură. Nu fac excepție nici măcar membrii familiei regale.

## Personalități născute aici
- Richard Inimă de Leu (1157 - 1199), rege al Angliei;
- Ioan al Angliei (1166 - 1216), rege al Angliei;
- Dorothy L. Sayers (1893 - 1957), scriitoare;
- John Kendrew (1917 - 1997), chimist, Premiul Nobel pentru Chimie;
- Brian Deacon (n. 1949), actor;
- Hugh Laurie (n. 1959), actor, scriitor, muzician;
- Sophie, Contesă de Wessex (n. 1965), soția prințului Edward, Conte de Wessex;
- Martin Keown (n. 1966), fotbalist.
- Ed O'Brien (n. 1968), muzician;
- Jonny Greenwood (n. 1971), muzician;
- Elizabeth Truss (n. 1975), politician, fost premier.

## Orașe înfrățite
- Bonn
- Grenoble
- Perm
- León
- Leiden

## Știați că ...
- În Oxford a apărut prima fabrică britanică de autoturisme Morris Motors Ltd (în prezent Rover Group), care a fabricat în ultimul secol mărci precum : Morris, Austin și Rover.
- Studenții din Oxford, la terminarea celor 3 ani de studii, primesc titlul de licențiat Bachelor of Arts0(BA). Pentru a obține titlul de master, adică Master of Arts0(MA), nu trebuie date examene suplimentare. Fiecare licențiat, contra unei taxe de 5 lire sterline, obține automat titlul de master după 7 ani de la admiterea sa la universitate.